# Gerd Siese
Gerd Siese (* 5. Januar 1944 in Bielefeld) ist ein ehemaliger deutscher Fußballtorwart.

## Werdegang
Siese begann seine Karriere beim TuS Eintracht Bielefeld und wechselte im Jahre 1965 zu Arminia Bielefeld. Von seinem Mitspieler Gerd Roggensack bekam Siese den Spitznamen „Bulli“ verpasst, weil er bei den Trainingseinheiten „manchmal so rasant wie ein Eishockeyspieler zur Sache ging“. Ab 1966 stand er im Kader der Profimannschaft der Arminia, die seinerzeit in der zweitklassigen Regionalliga West antrat. Vier Jahre später gelang Siese mit den Bielefeldern der Aufstieg in die Bundesliga. Am 15. August 1970 absolvierte Siese sein erstes Bundesligaspiel bei der 0:3-Niederlage bei Borussia Dortmund. War Gerd Siese in der Saison 1970/71 noch Stammspieler, wurde er in der folgenden Spielzeit 1971/72 von Neuzugang Dieter Burdenski verdrängt. Am Ende der Saison stieg die Arminia in die Regionalliga ab. Im Jahre 1974 qualifizierte sich die Arminia mit dem wieder als Stammspieler agierenden Gerd Siese für die neu geschaffene 2. Bundesliga Nord. Während der Saison 1976/77 wurde Siese von dem aus Wunstorf gekommenen Uli Stein verdrängt. Am Ende der Saison wurden die Bielefelder Vizemeister, verpassten aber in den Aufstiegsspielen gegen den TSV 1860 München den Aufstieg in die Bundesliga. Siese beendete daraufhin seine Karriere, in der er insgesamt 37 Bundesligaspiele, 66 Partien in der 2. Bundesliga Nord und 42 Partien in der Regionalliga West für Arminia Bielefeld bestritt.

## Leben
Gerd Siese ist gelernter Maler und arbeitete während seiner Fußballkarriere in diesem Beruf. Er wäre nach eigener Aussage mehrfach im letzten Moment in seiner weißen Latzhose von der Arbeit zum Training gekommen. Nach der Fußballkarriere übernahm er den Malerbetrieb seiner Eltern und baute ihn aus. In Spitzenzeiten hatte der Betrieb 20 Mitarbeiter. Sieses Betrieb sorgte für den grünen Anstrich der Fassade der OWL Arena in Halle.